# County Championship 2001
Die County Championship 2001 war die 103. Saison des nationalen First-Class-Cricket-Wettbewerbes in England und Wales. Sie wurde in zwei Divisionen ausgetragen, Division 1 und Division 2. Division 1 wurde durch  Yorkshire gewonnen, die somit ihre sechste County Meisterschaft erreichten. Absteiger aus der Division 1 waren Northamptonshire, Glamorgan und Essex, die in der nachfolgenden Saison 2002 durch die drei bestplatzierten der Division 2, Sussex, Hampshire und Warwickshire, ersetzt wurden.

## Format
Die 18 First Class Counties wurden nach den Resultaten der Saison 2000 in zwei Divisionen aufgeteilt. In jeder Division spielte jede Mannschaft gegen jede andere jeweils ein Heim- und ein Auswärtsspiel. Für einen Sieg erhielt ein Team zunächst 12 Punkte, für ein Unentschieden (beide Mannschaften erzielen die gleiche Anzahl an Runs) 6 Punkte. Sollte kein Ergebnis erreicht werden und das Spiel in einem Remis enden bekommen beide Mannschaften 4 Punkte. Zusätzlich besteht die Möglichkeit in den ersten 130 Over des ersten Innings Bonuspunkte zu sammeln. Dabei werden bis zu 5 Punkte für erzielte Runs und bis zu 3 Punkte für erzielte Wickets ausgegeben. Des Weiteren ist es möglich das Mannschaften Punkte abgezogen bekommen, wenn sie beispielsweise zu langsam spielen oder der Platz nicht ordnungsgemäß hergerichtet ist. Am Ende der Saison ist der Sieger der Division 1 County Champion, die drei letztplatzierten dieser Division steigen ab und die drei bestplatzierten der Division 2 auf.

## Resultate

### Tabelle

#### Division 1
Die Tabelle der Division 1 nahm am Ende die nachfolgende Gestalt an. Alle Punktabzüge erfolgten auf Grund zu langsamer Spielweise.
| Team             | Sp. | S | N | R  | A | Bat | Bwl | Ded | Punkte |
| ---------------- | --- | - | - | -- | - | --- | --- | --- | ------ |
| Yorkshire        | 16  | 9 | 3 | 4  | 0 | 50  | 45  | 0   | 219    |
| Somerset         | 16  | 6 | 2 | 8  | 0 | 55  | 44  | 0   | 203    |
| Kent             | 16  | 4 | 3 | 9  | 0 | 48  | 44  | 1   | 175    |
| Surrey           | 16  | 3 | 1 | 11 | 1 | 43  | 43  | 0.5 | 169.5  |
| Leicestershire   | 16  | 5 | 6 | 5  | 0 | 38  | 47  | 0   | 165    |
| Lancashire       | 16  | 4 | 5 | 5  | 2 | 38  | 39  | 0   | 153    |
| Northamptonshire | 16  | 2 | 5 | 9  | 0 | 52  | 36  | 0   | 148    |
| Glamorgan        | 16  | 2 | 5 | 8  | 1 | 36  | 37  | 0   | 133    |
| Essex            | 16  | 2 | 7 | 7  | 0 | 28  | 36  | 0   | 116    |

Sieg: 12 Punkte; Remis: 4 Punkte

#### Division 2
Die Tabelle der Division 2 hatte die folgende Gestalt. Alle Punktabzüge erfolgten auf Grund zu langsamer Spielweise.
| Team            | Sp. | S | N | R  | Bat | Bwl | Ded  | Punkte |
| --------------- | --- | - | - | -- | --- | --- | ---- | ------ |
| Sussex          | 16  | 9 | 3 | 4  | 42  | 42  | 0    | 208    |
| Hampshire       | 16  | 7 | 2 | 7  | 34  | 44  | 0    | 190    |
| Warwickshire    | 16  | 5 | 1 | 10 | 46  | 40  | 0.25 | 185.75 |
| Gloucestershire | 16  | 5 | 5 | 6  | 46  | 43  | 0    | 173    |
| Middlesex       | 16  | 4 | 3 | 9  | 46  | 42  | 0    | 172    |
| Worcestershire  | 16  | 4 | 5 | 7  | 35  | 41  | 0.25 | 151.75 |
| Nottinghamshire | 16  | 3 | 7 | 6  | 44  | 38  | 0.75 | 141.25 |
| Durham          | 16  | 3 | 6 | 7  | 32  | 44  | 0    | 140    |
| Derbyshire      | 16  | 1 | 9 | 6  | 20  | 37  | 0.75 | 92.25  |

Sieg: 12 Punkte; Remis: 4 Punkte

## Statistiken

### Runs
Die meisten Runs der Saison in beiden Division wurden von den folgenden Spielern erzielt:
| Spieler             | Mannschaft       | Spiele | Innings | Runs  | Average | HS   | 100s | 50s |
| ------------------- | ---------------- | ------ | ------- | ----- | ------- | ---- | ---- | --- |
| Michael Hussey      | Northamptonshire | 16     | 30      | 2.055 | 79,03   | 329* | 5    | 9   |
| David Fulton        | Kent             | 16     | 24      | 1.729 | 61,52   | 208* | 8    | 3   |
| Murray Goodwin      | Sussex           | 16     | 30      | 1.521 | 95,00   | 203* | 6    | 5   |
| Richard Montgomerie | Sussex           | 16     | 30      | 1.461 | 49,57   | 160* | 7    | 4   |
| Darren Lehmann      | Yorkshire        | 13     | 19      | 1.416 | 72,57   | 252  | 5    | 5   |

### Wickets
Die meisten Wickets der Saison in beiden Division wurden von den folgenden Spielern erzielt:
| Spieler          | Mannschaft     | Balls | Wickets | Average | BBI  | 5W |
| ---------------- | -------------- | ----- | ------- | ------- | ---- | -- |
| Robert Kirtley   | Sussex         | 3,399 | 75      | 23,32   | 6/34 | 5  |
| Martin Bicknell  | Surrey         | 3,251 | 72      | 21,36   | 7/60 | 3  |
| Devon Malcolm    | Leicestershire | 3,271 | 68      | 28,58   | 8/63 | 4  |
| Andrew Bichel    | Worcestershire | 3,335 | 66      | 27,33   | 6/44 | 4  |
| Alamgir Sheriyar | Worcestershire | 2.835 | 65      | 23,60   | 6/88 | 3  |